# Palazzo Montoro

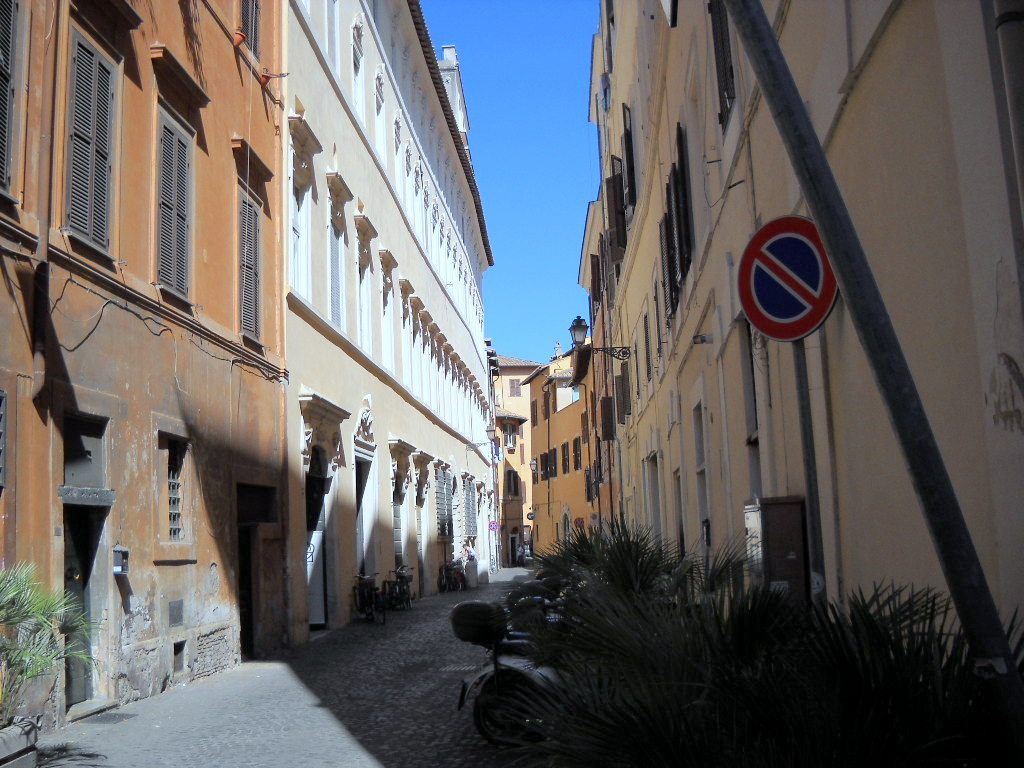
Nesta vista da Via di Montoro, o Palazzo Montoro é o grande palácio à esquerda.

Palazzo Chigi Patrizi Naro Montoro, conhecido apenas como Palazzo Montoro, é um palácio maneirista localizado no número 6 da Via di Montoro, no rione Regola de Roma

## História
A Via di Montoro era chamada antigamente Vicolo di Corte Savella, uma referência à Corte Savella, a antiga prisão que ficava em frente. O palácio foi construído no século XVI para os Montoro, uma nobre família de origem úmbria cujo nome é uma referência ao feudo de Montoro, perto de Narni. Na metade do século XV, se extinguiu a família dos Gatteschi, de Viterbo, dos quais Plautila, marquesa de Montoro e esposa de Francesco Chigi, um parente distante do papa Alexandre VII, foi a herdeira. Em 1736, o marquês Giovanni Chigi Montoro se casou com Maria Virginia Patrizi, a última do ramo romano da família, e assumiu também o sobrenome da esposa. A última descendente dos Chigi Montoro Patrizi foi a filha deles, Porzia, que, em 1750, se casou com o marquês Tommaso Naro e o casal teve um filho, Francesco, que, assumindo o sobrenome Patrizi, chamou o palácio de Patrizi Naro Montoro (removendo o sobrenome Chigi). Sua família herdou o palácio, que hoje pertence aos Lepri, de Roma. Testemunhando seu glorioso passado, o brasão da família Patrizi Naro Montoro é composto de todos os quatro brasões das famílias nobres das quais descende: os Patrizi, os Chigi, os Naro e os Montoro.
O edifício, provavelmente reestruturado pelos Chigi na primeira metade do século XVIII, apresenta em sua fachada elementos heráldicos dos vários brasões das famílias: as dezenove janelas que se dividem em três pisos são decoradas com os seis montes dos Montoro e dos Chigi no primeiro piso, com as estrelas de oito pontas dos Chigi no segundo e com as coroas de carvalho dos Chigi no terceiro. No piso térreo se abre um belo portal em silhares rusticados do século XVI, flanqueado por quatro janelas gradeadas ao lado das quais estão duas portas do século XVIII, também decoradas com os montes dos Montoro e dos Chigi e com as estrelas dos Chigi, e cinco portas menores, moldadas e decoradas com elementos heráldicos. Coroa o palácio um beiral com mísulas e uma torre de observação com merlões.